# Eduard Rüppell
Wilhelm Peter Eduard Simon Rüppell (20 tháng 11 năm 1794 - 10 tháng 12 năm 1884) là một nhà tự nhiên học người Đức và nhà thám hiểm. Rüppell đôi khi phiên âm thành "Rueppell" dành cho chữ cái tiếng Anh.
Rüppell sinh ra tại Frankfurt-on-Main, là con trai của một chủ ngân hàng rất giàu có. Ông ban đầu dự định trở thành một thương nhân, nhưng sau một chuyến thăm đến bán đảo Sinai vào năm 1817 ông đã phát triển sự quan tâm đến lịch sử tự nhiên. Ông đã tham dự các bài giảng ở Đại học Pavia và Đại học Genoa về thực vật học và động vật học.
Những loài được đặt theo tên ông:
- Dơi mũi rộng Rüppell, Scoteanax rueppellii
- Ô tác Rüppell, Eupodotis rueppellii
- Sẻ bụi Rüppell, Myrmecocichla melaena
- Cáo Rüppell, Vulpes rueppellii
- Sáo Rüppell,Lamprotornis purpuroptera
- Dơi móng ngựa Rüppell, Rhinolophus fumigatus
- Vẹt Rüppell, Poicephalus rueppellii
- Dơi Rüppell, Pipistrellus rueppellii
- Oanh-sẻ đá Rüppell, Cossypha semirufa
- Thằn lằn bóng mắt rắn Rüppell, Ablepharus rueppellii
- Kền kền Rüppell, Gyps rueppellii
- Lâm oanh Rüppell, Sylvia rueppelli
- Rồng rộc Rüppell, Ploceus galbula